# Bernhard Gonnermann
Bernhard Gonnermann (* 31. Juli 1934 in Parchim; † vor oder am 16. März 2023) war ein deutscher Politiker (PDS, Die Linke). Von 1990 bis 1999 war er Mitglied des Brandenburgischen Landtags.

## Leben
Gonnermann machte eine Berufsausbildung zum Maschinenschlosser und erlangte sein Abitur. Von 1958 bis 1963 studierte er Geschichte an der Humboldt-Universität zu Berlin. Anschließend war er als Offizier der Nationalen Volksarmee und als Hochschullehrer tätig. Zudem leitete er die Brandenburgische Informationsagentur Eichwalde. Gonnermann war verheiratet und hatte drei Kinder.

## Politik
Gonnermann trat 1956 der SED bei, die sich im Februar 1990 im Zuge der Wende in PDS umbenannte. 1990 und 1994 wurde Gonnermann für die PDS in den Brandenburgischen Landtag gewählt. Dort war er Mitglied mehrerer Ausschüsse, darunter bis 1994 Vorsitzender des Ausschusses für Landesentwicklung und Umweltschutz und ab 1994 Vorsitzender des Wahlprüfungsausschusses. Zudem war er Ersatzmitglied für die 11. Bundesversammlung.